# Anolis heterodermus
Espèce
Synonymes
- Dactyloa heterodermus (Duméril, 1851)
- Phenacosaurus richteri Dunn, 1944
- Phenacosaurus paramoensis Hellmich, 1949

Anolis heterodermus est une espèce de sauriens de la famille des Dactyloidae.

## Répartition
Cette espèce est endémique de Colombie. Elle se rencontre dans les départements de Cundinamarca, de Boyacá, de Caldas et de Putumayo.

## Publication originale
- Duméril & Duméril, 1851 : Catalogue méthodique de la collection des reptiles du Muséum d'Histoire Naturelle de Paris. Gide et Baudry/Roret, Paris, p. 1-224 (texte intégral).